# Eeles Landstrom
Eeles Enok Landström (Viiala, 3 de enero de 1932-Vantaa, 29 de junio de 2022) fue un atleta, político y escritor finlandés, especializado en la prueba de salto con pértiga en la que llegó a ser medallista de bronce olímpico en 1960.

## Carrera deportiva
En los JJ. OO. de Roma 1960 ganó la medalla de bronce en el salto con pértiga, con un salto por encima de 4.55 metros, siendo superado por los estadounidenses Donald Bragg (récord olímpico con 4.70 metros) y Ron Morris (plata con 4.60 metros).